# XXIV edició de la Mostra de València
La XXIV edició de la Mostra de València, coneguda oficialment com a XXIV Mostra de València - Cinema del Mediterrani, va tenir lloc entre el 16 i el 23 d'octubre de 2003 a València. Aquesta edició fou dirigida per José Antonio Escrivá, fill del director Vicente Escrivá, nomenat amb l'encàrrec de mantenir el tarannà mediterrani i donar suport al cinema valencià. Les projeccions es tornen fer als Cines Martí de València. Es van projectar un total de 76 pel·lícules, de les que 28 (el 37 %) no són de països mediterranis: 12 a la secció oficial, 12 a la secció informativa, 8 als homenatges a Alfredo Landa i Jorge Mistral, 6 a la secció In Memorial (dedicats als morts el 2003: Queta Claver, Imperio Argentina, Alberto Sordi, Elia Kazan, Gregory Peck i Katherine Hepburn), 4 a l'homenatge a Jacques Tati, 7 al Cicle Grans Musicals, 5 del Cicle Penalty (influència del futbol al cinema), 5 del cicle "Dones darrere la càmera" (sobre Agnès Varda, Delphine Gleize, Josée Dayan, Catherine Corsini o Marion Vernoux), 6 del Cine FantásGore i 11 de la Secció Mostra Cinema. El cartell d'aquesta edició seria fet per Doménec Morera Santafelícitas, el pressupost fou d'1.385.050 euros i inclourà la Mostra de Cinema Valencià per tal de potenciar la producció pròpia.
La gala d'inauguració fou presentada per Ana García Lozano, en la que es rendeix homenatge al guionista Vicente Coello, qui no va poder assistir per motius de salut. També s'entrega la "Mostra d'Or" a Alfredo Landa, qui hi acudeix acompanyat d'Ana Fernández, Fiorella Faltoyano i María Fernanda D'Ocón. No es va projectar cap pel·lícula.
La gala de clausura fou presentada per María Jurado, en la que el nou director ressalta la qualitat de les pel·lícules mostrades i reclama un major pressupost.

## Pel·lícules exhibides

### Secció oficial
- Chouchou de Merzak Allouache
- Kharif Adam de Mohammad Kamel El-Kalyubi
- Desnudos, desnudos de Juan Manuel Chumilla-Carbajosa
- I istoria tis Lily de Roviros Manthoulis
- James' Journey to Jerusalem de Ra'anan Alexandrowicz
- Capo Nord de Carlo Luglio
- Les Yeux secs de Narjiss Nejjar
- Fi al-Shahr altesee d'Ali Nassar
- A Mulher Polícia de Joaquim Sapinho
- Zona Zamfirova de Zdravko Šotra
- La Boîte magique de Ridha Béhi
- Gönderilmemiş Mektuplar de Yusuf Kurçenli

### Secció informativa
- Pater familias de Francesco Patierno
- Kordon de Goran Marković

### Homenatges i cicles
a Jorge Mistral
- Carmen la de Ronda (1959) de Tulio Demicheli
- La duquesa de Benamejí (1949) de Luis Lucia Mingarro
- La gata (1956) de Margarita Alexandre i Rafael M. Torrecilla,
- La venganza (1958) de Juan Antonio Bardem

a Jacques Tati
- Dia de festa (1949)
- Parade (1974)
- Trànsit (1971)
- Playtime (1967)

Cicle FantasGore
- Cradle of Fear (2001) d'Alex Chandon
- Dominator (2001) de Tony Luke
- Penetration Angst de Wolfgang Büld
- Citizen Toxie: The Toxic Avenger IV de Lloyd Kaufman

Cicle Grans Musicals
- Cabaret (1972) de Bob Fosse
- Melodies de Broadway (1953) de Vincente Minnelli
- Cantant sota la pluja (1952) de Stanley Donen

In Memorial
- Vacances a Roma (1953) (per Gregory Peck)[6]
- Lo sceicco bianco (1952) (per Alberto Sordi)
- La Corea (1976) (per Queta Claver)

## Jurat
Fou nomenat president del jurat el director estatunidenc Stanley Donen i la resta del tribunal va estar format per l'actriu valenciana Magüi Mira, el director serbi Goran Marković, el director espanyol Álvaro Sáenz de Heredia, la periodista Beatrice Sartori, i el rus Dmitri Karavae.

## Premis
- Palmera d'Or (30.000 euros): James' Journey to Jerusalem de Ra'anan Alexandrowicz [9][10]
- Palmera de Plata (18.030 euros): Capo Nord de Carlo Luglio
- Palmera de Bronze (6.010 euros): Chouchou de Merzak Allouache
- Premi Pierre Kast al millor guió: Merzak Allouache per Chouchou
- Menció al millor director: Juan Manuel Chumilla-Carbajosa per Desnudos, desnudos
- Menció a la millor interpretació femenina: Yalitza Hernández per De colores de Rafa Montesinos
- Menció a la millor interpretació masculina: Gad Elmaleh per Chouchou de Merzak Allouache
- Menció a la millor banda sonora: Nenad Milosavgjevic per Zona Zamfirova de Zdravko Šotra
- Menció a la millor fotografia: Denis Gravouil per Les Yeux secs de Narjiss Nejjar
- Premi del Públic: Planta 4ª d'Antonio Mercero
- Premi Mostra Cinema al millor llargmetratge: Bala perdida de Pau Martínez González
- Millor sèrie de televisió: Els nimbes de Raúl Blay
- Millor curt en 35 mm: ¿Con qué la lavaré? de Maria Trenor
- Premi Mostra de Cinema al millor curt en vídeo: Hotel y domicilio d'Álex Montoya
- Premi Mostra de Cinema al millor director i al millor actor: Guillermo Escalona i Joan Cuevas per The Other Shoe, interpretació de Gustavo Salmerón
- Premi Mostra de Cinema a la millor fotografia: Rafa Montesinos per Karlitos de Sigfrid Monleón
- Premi Mostra de Cinema al millor guió (Premi SGAE): Llorenç Soler per Max Aub